# Королевский семейный орден короля Георга VI

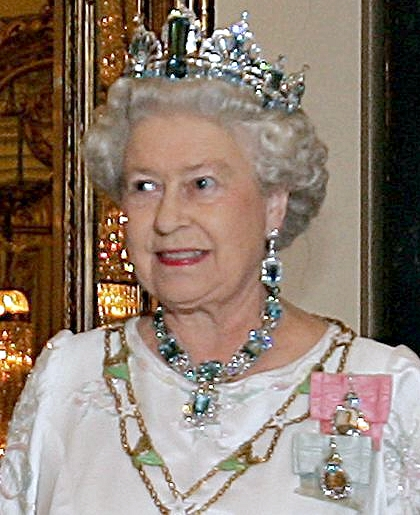
Елизавета II

Королевский семейный орден короля Георга VI (англ. The Royal Family Order of King George VI of the United Kingdom) — награда, присуждавшаяся лично королём Георгом VI женщинам, являющимся членами королевской семьи в знак личного уважения.
Принцесса Александра Кентская является единственной здравствующей дамой ордена.

## Внешний вид
Знак ордена — эмалевый портрет короля Георга VI на овальном медальоне слоновой кости в золотой рамке, окружённом бриллиантами. Медальон подвешен к королевской короне, покрытой эмалями и бриллиантами. Знак ордена через кольцо крепится к орденской ленте розового цвета, сложенной в виде плоского банта. Носится на левом плече.
Орден был выполнен в большой и малой версиях. Большие ордена были предназначены жене короля и его матери, малые — ряду остальных родственниц. Первые две награды были вручены за два дня до коронации в 1937 году на семейном ланче.

## Список дам ордена
- Мария Текская (1867—1953) — мать Георга VI;
- королева Елизавета (1900—2002) — супруга короля Георга VI;
- Елизавета, герцогиня Эдинбургская, позже королева Елизавета II (1926—2022) — старшая дочь короля Георга VI;
- Маргарет, графиня Сноудон (1930—2002) — младшая дочь короля Георга VI;
- Алиса, герцогиня Глостерская (1901—2004) — супруга брата короля Георга VI Генри, герцога Глостерского;
- Марина, герцогиня Кентская (1906—1968) — герцогиня Кентская, супруга брата Георга VI Георга, герцога Кентского;
- Александра, принцесса Кентская и благородная леди Огилви (род. 1936) — племянница короля Георга VI;
- Мария, королевская принцесса и графиня Хервуд (1897—1965) — сестра короля Георга VI;
- Алиса, графиня Атлонская (1883—1981)